# Профсоюзный переулок (Ижевск)
Профсою́зный переу́лок — переулок в Индустриальном районе города Ижевска. Пролегает с запада на восток от Фронтовой улицы до улицы Васнецова. Нумерация домов ведётся от Фронтовой улицы.

## Описание
Профсоюзный переулок существует с 1929 года, имеет частную застройку.
Расположен в географическом центре нагорной части Ижевска, в жилом районе «Карлутский» Индустриального административного района удмуртской столицы. Находится между улицами Герцена и Лагерной. Все дома переулка обслуживаются городским отделением связи № 9.
В отличие от большинства ижевских улиц переулок не представляет собой одну непрерывную линию, а состоит из трёх прямых отрезков, объединённых общим направлением и соединяющихся между собой через улицы Халтурина и Бабушкина.
Первая часть переулка проходит от Фронтовой улицы до улицы Халтурина и пересекает Индустриальную, Парковую, Ипподромную и Совхозную улицы, проезд и улицу Чапаева, проезд Халтурина. С нечётной стороны примыкает Фронтовой переулок, а с чётной — Индустриальный.
Второй участок переулка проходит между улицами Халтурина и Бабушкина, пересекает улицы Энгельса и Михайлова, проезд и улицу Смирнова, проезд Бабушкина. С чётной стороны примыкает проезд Михайлова.
Третий, самый короткий участок проходит между улицами Бабушкина и Васнецова. Здесь с чётной стороны к нему примыкает улица Перова.

## Примечательные здания и сооружения
По нечётной стороне:
- № 21 — школа-интернат № 13 для воспитанников с ограниченными возможностями здоровья.

## Общественный транспорт
На пересечении с улицей Халтурина расположена станция «Профсоюзная» на линии 5 и 8 трамвайных маршрутов.